# Esthemopsis pallida
Esthemopsis pallida är en fjärilsart som beskrevs av Percy I. Lathy 1932. Esthemopsis pallida ingår i släktet Esthemopsis och familjen Riodinidae. Inga underarter finns listade i Catalogue of Life.